# Мій FOLK
«МІЙ FOLK» — дебютний альбом української виконавиці KiRA MAZUR, виданий 16 жовтня 2018 у цифровій дистрбуції. Вісім із десяти пісень на альбомі раніше були презентовані як синґли; дві пісні, які раніше не виконувалися публічно, — «Ти пішов» і «Зоря». Презентація альбому відбулася на аеродромі «5 океан», де виконавиця стрибнула з парашутом.

## Список композицій
| #     | Назва      | Тривалість |
| ----- | ---------- | ---------- |
| 1.    | «Карі очі» | 3:02       |
| 2.    | «Я би»     | 3:16       |
| 3.    | «Ти милий» | 3:19       |
| 4.    | «Долонями» | 3:15       |
| 5.    | «Narodna»  | 3:22       |
| 6.    | «Ти пішов» | 2:59       |
| 7.    | «Viterok»  | 2:53       |
| 8.    | «Сон»      | 3:15       |
| 9.    | «Де я»     | 3:42       |
| 10.   | «Зоря»     | 2:55       |
| 31:56 |            |            |